# Ligue féminine de basket 2008-2009
Navigation
Saison précédente Saison suivante
La saison 2008-2009 de la LFB est la 11e édition de la Ligue féminine de basket et se dispute avec 14 équipes. 
À la fin de la saison régulière, les équipes classées de 1 à 4 sont automatiquement qualifiées pour les demi-finales des playoffs. Le vainqueur de ces playoffs est désigné champion de France. 
Les équipes classées 13e et 14e de LFB à l’issue de la saison régulière du championnat, descendent en NF1. Elles seront remplacées par le club champion de France de NF1 (saison régulière) ou classé deuxième si le champion de France termine premier, à la condition, bien sûr, qu’elles satisfassent aux règles du contrôles de la gestion financière et aux conditions du cahier des charges imposé aux clubs de LFB. Sinon le 13e voire le 14e peuvent être repêchés si un ou les deux clubs de NF1 ne remplissent pas ces conditions.
Cette saison voit l’apparition de l’Union Hainaut Basket, né de la fusion entre Valenciennes et Saint-Amand-les-Eaux.

## Qualifications pour les coupes d’Europe
Quatre places sont à pourvoir en Euroligue, la première place sera attribuée au club champion de France, la deuxième au club qui a fini à la première place de la saison régulière, la troisième à un club éventuellement qualifié par le biais d’une compétition européenne, enfin la quatrième au club vainqueur de la coupe de France. Si un de ses clubs est titulaire de plusieurs de ces passe-droits ou ne veut ou peut pas s’engager auprès de la FIBA Europe, le club finaliste du championnat de France puis éventuellement les clubs non qualifiés pour cette compétition et possédant le meilleur classement à l’issue de la saison régulière les remplaceront.
Quatre places sont à pourvoir en EuroCoupe, La première place est attribuée au vainqueur du Challenge Round qui oppose à la fin de la saison les équipes classées entre la 5e et la 12e place. Les places suivantes sont attribuées aux clubs non qualifiés pour une compétition européenne et possédant le meilleur classement à l’issue de la saison régulière. Si un de ses clubs ne veut pas ou ne peut pas s’engager auprès de la FIBA Europe, les premiers clubs non qualifiés pour cette compétition de la saison régulière les remplaceront.

## Clubs participants

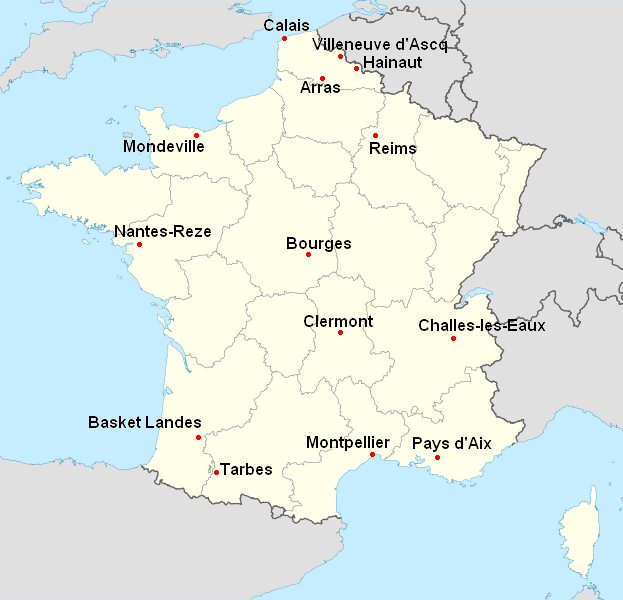
Localisation des clubs.

| Club                                    | Salle                                | Capacité    | Villes                            |
| --------------------------------------- | ------------------------------------ | ----------- | --------------------------------- |
| Pays d'Aix Basket 13                    | Complexe sportif de la Pioline       | 1 200       | Aix-en-Provence                   |
| ASPTT Arras                             | Halle des sports Richard Tetelin     | 1 500       | Arras                             |
| CJM Bourges Basket                      | Palais des sports du Prado           | 3 100       | Bourges                           |
| COB Calais                              | Salle Calypso                        | 3 300       | Calais                            |
| Challes-les-Eaux Basket                 | Salle polyvalente                    | 1 200       | Challes-les-Eaux                  |
| Stade clermontois Auvergne Basket 63    | Gymnase Honoré et Jean Fleury        | 1 000       | Clermont-Ferrand                  |
| Union Hainaut Basket                    | Salle du Hainaut Salle Maurice-Hugot | 2 900 2 000 | Valenciennes Saint-Amand-les-Eaux |
| Basket Landes                           | Salle Laloubère (Saint-Sever)        | 1 100       | Mont-de-Marsan                    |
| Basket Lattes Montpellier Agglomération | Palais des sports de Lattes          | 1 000       | Lattes                            |
| USO Mondeville                          | Halle Bérégovoy                      | 2 500       | Mondeville                        |
| Saint-Jacques Sport Reims               | Complexe Sportif René Tys            | 3 000       | Reims                             |
| Rezé-Nantes Basket 44                   | Gymnase Arthur-Dugast                | 500         | Nantes                            |
| Tarbes Gespe Bigorre                    | Palais des sports du quai de l'Adour | 2 000       | Tarbes                            |
| ESB Villeneuve-d’Ascq LM                | Le Palacium                          | 1 800       | Villeneuve-d'Ascq                 |

## Clubs par année dans l’élite
| Club               | Dernière montée | Club             | Dernière montée |
| ------------------ | --------------- | ---------------- | --------------- |
| Aix-en-Provence    | 1981            | Clermont-Ferrand | 2004            |
| Bourges            | 1991            | Challes-les-Eaux | 2005            |
| Tarbes             | 1992            | Arras            | 2006            |
| Mondeville         | 1996            | Reims            | 2007            |
| Villeneuve-d’Ascq  | 2000            | Hainaut*         | 2008            |
| Lattes-Montpellier | 2001            | Landes           | 2008            |
| COB Calais         | 2003            | Rezé-Nantes      | 2008            |

* : Valenciennes en 1986 et Saint-Amand-les-Eaux en 2005.

## La saison régulière

### Matches de la saison régulière
| Résultats (dom.\ext.)                                              | Arr   | Bou   | Cal   | Cha   | Cler  | Hai   | Mon   | Lan   | Mon   | Nan   | Aix   | Rei   | Tar   | Vil   |
| Arras                                                              |       | 65-86 | 79-61 | 63-72 | 89-70 | 62-61 | 94-69 | 59-55 | 76-62 | 72-64 | 65-66 | 67-61 | 56-85 | 60-75 |
| Bourges                                                            | 63-44 |       | 76-53 | 58-29 | 68-42 | 64-48 | 73-45 | 83-51 | 68-58 | 69-35 | 75-47 | 72-35 | 63-60 | 67-50 |
| Calais                                                             | 85-69 | 43-73 |       | 63-60 | 87-75 | 90-69 | 90-70 | 61-54 | 62-72 | 66-51 | 70-65 | 97-71 | 43-77 | 63-73 |
| Challes-les-Eaux                                                   | 81-70 | 56-77 | 62-55 |       | 92-79 | 62-67 | 70-65 | 63-48 | 83-78 | 61-51 | 50-71 | 76-65 | 57-62 | 70-64 |
| Clermont-Ferrand                                                   | 65-79 | 65-86 | 82-88 | 65-63 |       | 85-75 | 74-77 | 77-70 | 91-86 | 68-81 | 69-95 | 81-91 | 77-78 | 81-99 |
| Hainaut                                                            | 67-68 | 54-70 | 63-57 | 52-49 | 74-51 |       | 70-52 | 66-64 | 45-67 | 73-57 | 73-48 | 76-64 | 58-71 | 45-48 |
| Mondeville                                                         | 79-68 | 50-65 | 77-74 | 79-78 | 72-76 | 57-59 |       | 65-69 | 54-70 | 79-70 | 67-68 | 76-69 | 68-77 | 71-87 |
| Landes                                                             | 84-64 | 46-50 | 64-77 | 67-70 | 73-71 | 69-68 | 78-82 |       | 61-66 | 59-49 | 62-70 | 80-67 | 57-70 | 66-60 |
| Lattes-Montpellier                                                 | 73-80 | 48-70 | 73-51 | 84-53 | 80-72 | 86-73 | 59-68 | 74-65 |       | 79-41 | 69-66 | 87-58 | 59-64 | 78-86 |
| Rezé-Nantes                                                        | 53-61 | 55-60 | 74-80 | 51-65 | 66-74 | 95-86 | 37-53 | 53-71 | 66-80 |       | 51-56 | 62-72 | 57-60 | 64-68 |
| Aix-en-Provence                                                    | 74-43 | 48-68 | 70-57 | 61-55 | 78-63 | 49-62 | 55-67 | 62-59 | 56-50 | 51-46 |       | 66-71 | 56-57 | 68-74 |
| Reims                                                              | 71-64 | 52-60 | 68-63 | 69-81 | 81-74 | 66-68 | 70-53 | 65-68 | 62-67 | 79-61 | 94-77 |       | 60-70 | 51-73 |
| Tarbes                                                             | 82-49 | 64-56 | 73-48 | 64-58 | 86-62 | 62-64 | 73-69 | 52-41 | 60-59 | 80-48 | 78-55 | 72-49 |       | 71-69 |
| Villeneuve-d’Ascq                                                  | 66-59 | 42-65 | 76-83 | 79-63 | 66-52 | 87-69 | 77-54 | 67-58 | 77-69 | 85-60 | 64-52 | 61-88 | 57-63 |       |
| - Victoire à domicile - Victoire à l'extérieur - Match non disputé |       |       |       |       |       |       |       |       |       |       |       |       |       |       |

### Classement de la saison régulière
En cas d’égalité, les clubs sont départagés en fonction des résultats lors de leurs confrontations directes, indiquées entre parenthèses si nécessaire.
| Rang | Équipe                    | Pts | J  | G  | P  | Pp   | Pc   | Diff |
| ---- | ------------------------- | --- | -- | -- | -- | ---- | ---- | ---- |
| 1    | Bourges (T/C)             | 51  | 26 | 25 | 1  | 1785 | 1285 | 500  |
| 2    | Tarbes                    | 50  | 26 | 24 | 2  | 1811 | 1495 | 316  |
| 3    | Villeneuve-d’Ascq         | 44  | 26 | 18 | 8  | 1830 | 1690 | 140  |
| 4    | Lattes-Montpellier (F)    | 40  | 26 | 14 | 12 | 1833 | 1708 | 125  |
| 5    | Hainaut (5-1)             | 39  | 26 | 13 | 13 | 1685 | 1700 | -15  |
| 6    | Aix-en-Provence (3-3, +8) | 39  | 26 | 13 | 13 | 1630 | 1659 | -29  |
| 7    | Calais (3-3, −8)          | 39  | 26 | 13 | 13 | 1767 | 1816 | -49  |
| 8    | Challes-les-Eaux (1-5)    | 39  | 26 | 13 | 13 | 1679 | 1707 | -28  |
| 9    | Arras                     | 38  | 26 | 12 | 14 | 1725 | 1830 | -105 |
| 10   | Reims (+10)               | 36  | 26 | 10 | 16 | 1749 | 1852 | -103 |
| 11   | Mondeville (−10)          | 36  | 26 | 10 | 16 | 1718 | 1850 | -132 |
| 12   | Landes (P)                | 35  | 26 | 9  | 17 | 1639 | 1711 | -72  |
| 13   | Clermont-Ferrand          | 32  | 26 | 6  | 20 | 1841 | 2080 | -239 |
| 14   | Rezé-Nantes (P)           | 28  | 26 | 2  | 24 | 1498 | 1807 | -309 |

|     | Qualification pour les playoffs 2009  |
|     | Qualification pour le Challenge Round |
|     | Relégation en Nationale 1             |
| (T) | Tenant du titre 2008                  |
| (F) | Finaliste 2008                        |
| (P) | Promu 2008                            |
| (C) | Vainqueur de la coupe de France       |

## Les playoffs

### Matchs des playoffs
Les demi-finales et les finales se jouent en deux manches gagnantes. Le match aller se joue chez de l’équipe la moins bien classée lors de la saison régulière, le match retour et le match d’appui éventuel chez l’équipe la mieux classée.
|  | Demi-finales                          | Demi-finales | Demi-finales | Demi-finales | Demi-finales                     |    |    | Finale | Finale | Finale | Finale | Finale |  |
|  |                                       |              |              |              |                                  |    |    |        |        |        |        |        |  |
|  | Sam 25 avril, mer 29 avril, sam 2 mai |              |              |              |                                  |    |    |        |        |        |        |        |  |
|  |                                       |              |              |              |                                  |    |    |        |        |        |        |        |  |
|  | [1] Bourges                           | 2            | 53           | 66           |                                  |    |    |        |        |        |        |        |  |
|  | [1] Bourges                           | 2            | 53           | 66           | Mer 6 mai, sam 9 mai, mar 12 mai |    |    |        |        |        |        |        |  |
|  | [4] Lattes-Montpellier                | 0            | 50           | 57           |                                  |    |    |        |        |        |        |        |  |
|  | [4] Lattes-Montpellier                | 0            | 50           | 57           | [1] Bourges                      | 2  | 47 | 78     | 72     |        |        |        |  |
|  | Ven 24 avril, mer 29 avril, sam 2 mai |              |              |              | [1] Bourges                      | 2  | 47 | 78     | 72     |        |        |        |  |
|  |                                       | [2] Tarbes   | 1            | 55           | 37                               | 52 |    |        |        |        |        |        |  |
|  | [2] Tarbes                            | [2] Tarbes   | 1            | 55           | 37                               | 52 | 2  | 77     | 74     |        |        |        |  |
|  | [2] Tarbes                            |              |              |              |                                  |    |    | 77     | 74     |        |        |        |  |
|  | [3] Villeneuve-d’Ascq                 | 0            | 63           | 56           |                                  |    |    |        |        |        |        |        |  |
|  | [3] Villeneuve-d’Ascq                 | 0            | 63           | 56           |                                  |    |    |        |        |        |        |        |  |

|  | Suivi de la série. |

|  | Score de l’équipe recevante. |

|  | Score de l’équipe en déplacement. |

### Matchs du Challenge Round
Les matches du Challenge Round se jouent sur deux matches ; le vainqueur de chaque série est celui qui totalise le plus de points lors des deux manches (les matches nuls sont par ailleurs autorisés). Le match aller se joue chez l’équipe la moins bien classée lors de la saison régulière, le match retour chez l’équipe la mieux classée.
|  | Quarts de finale           | Quarts de finale     | Quarts de finale | Quarts de finale |                           |                 | Demi-finales | Demi-finales | Demi-finales         | Demi-finales |  |  | Finale | Finale | Finale | Finale |
|  |                            |                      |                  |                  |                           |                 |              |              |                      |              |  |  |        |        |        |        |
|  | Mar 21 avril, Ven 24 avril |                      |                  |                  |                           |                 |              |              |                      |              |  |  |        |        |        |        |
|  |                            |                      |                  |                  |                           |                 |              |              |                      |              |  |  |        |        |        |        |
|  | [5] Hainaut                | 66                   | 73               | 139              |                           |                 |              |              |                      |              |  |  |        |        |        |        |
|  | [5] Hainaut                | 66                   | 73               | 139              | Mar 28 avril, Ven 1er mai |                 |              |              |                      |              |  |  |        |        |        |        |
|  | [12] Landes                | 61                   | 67               | 128              |                           |                 |              |              |                      |              |  |  |        |        |        |        |
|  | [12] Landes                | 61                   | 67               | 128              | [5] Hainaut               | 65              | 72           | 137          |                      |              |  |  |        |        |        |        |
|  | Mar 21 avril, Ven 24 avril |                      |                  |                  | [5] Hainaut               | 65              | 72           | 137          |                      |              |  |  |        |        |        |        |
|  |                            | [8] Challes-les-Eaux | 77               | 74               | 151                       |                 |              |              |                      |              |  |  |        |        |        |        |
|  | [8] Challes-les-Eaux       | [8] Challes-les-Eaux | 77               | 74               | 151                       | 80              | 67           | 147          |                      |              |  |  |        |        |        |        |
|  | [8] Challes-les-Eaux       |                      |                  |                  |                           | 80              | 67           | 147          | Mar 5 mai, Ven 8 mai |              |  |  |        |        |        |        |
|  | [9] Arras                  | 87                   | 41               | 128              |                           |                 |              |              |                      |              |  |  |        |        |        |        |
|  | [9] Arras                  | 87                   | 41               | 128              | [8] Challes-les-Eaux      | 54              | 57           | 111          |                      |              |  |  |        |        |        |        |
|  | Mar 21 avril, Ven 24 avril |                      |                  |                  | [8] Challes-les-Eaux      | 54              | 57           | 111          |                      |              |  |  |        |        |        |        |
|  |                            |                      |                  |                  |                           | [11] Mondeville | 66           | 52           | 118                  |              |  |  |        |        |        |        |
|  | [6] Aix-en-Provence        | 66                   | 73               | 139              |                           | [11] Mondeville | 66           | 52           | 118                  |              |  |  |        |        |        |        |
|  | [6] Aix-en-Provence        | 66                   | 73               | 139              | Mar 28 avril, Ven 1er mai |                 |              |              |                      |              |  |  |        |        |        |        |
|  | [11] Mondeville            | 88                   | 60               | 148              |                           |                 |              |              |                      |              |  |  |        |        |        |        |
|  | [11] Mondeville            | 88                   | 60               | 148              | [11] Mondeville           | 88              | 81           | 169          |                      |              |  |  |        |        |        |        |
|  | Mar 22 avril, Ven 24 avril |                      |                  |                  | [11] Mondeville           | 88              | 81           | 169          |                      |              |  |  |        |        |        |        |
|  |                            | [10] Reims           | 62               | 73               | 135                       |                 |              |              |                      |              |  |  |        |        |        |        |
|  | [7] Calais                 | [10] Reims           | 62               | 73               | 135                       | 51              | 81           | 132          |                      |              |  |  |        |        |        |        |
|  | [7] Calais                 |                      |                  |                  |                           | 51              | 81           | 132          |                      |              |  |  |        |        |        |        |
|  | [10] Reims                 | 73                   | 72               | 145              |                           |                 |              |              |                      |              |  |  |        |        |        |        |

|  | Score cumulé. |

|  | Score de l’équipe recevante. |

|  | Score de l’équipe en déplacement. |

## Bilan de la saison
| Tableau d'Honneur        |           |
| Compétition              | Vainqueur |
| Ligue féminine de basket | Bourges   |
| Coupe de France          | Bourges   |

| Qualifications européennes 2009-2010 |                                  |
| Compétition                          | Qualifiés                        |
| Euroligue                            | Bourges Tarbes Villeneuve-d’Ascq |
| Eurocoupe                            | Lattes-Montpellier Mondeville    |

| Promotions et relégations | |
| Relégués en Nationale 1   | Clermont-Ferrand Rezé-Nantes (repêché) Reims (problèmes financiers) Hainaut (problèmes financiers) |
| Promus de Nationale 1     | Limoges Armentières Toulouse                                                                       |